# حرف و سکوت
رمان حرف و سکوت یا دراز گویی یک دیوانه در یک داستان کوتاه از محمود کیانوش در سال ۱۳۵۸ انتشار یافت. داستان رمان مربوط به دهه ۴۰ در تهران است.
«حرف و سکوت» بعد از چهل‌ویک از سوی انتشارات فرهنگ جاوید تجدید چاپ شد.

## خلاصه کتاب
داستان از زبان یک کارمند ساده و عیالوار نقل شده‌است. او بعد از سال‌ها اجاره‌نشینی با قرض‌گرفتن پول موفق می‌شود زمینی در اطراف شهر بخرد و با وام بانکی خانه‌ای بسازد. بعد از چند سال محله بسیار آباد می‌شود و خانه‌های بسیار زیبایی در آن محله بنا می‌شود. صاحبان خانه‌های جدید همسایه ساده خود را وصله‌ای ناجور در آن محله می‌بینند تا جایی که یکی از آنها سعی می‌کند او را به فروش خانه‌اش وادار کند؛ ولی صاحبخانه تن به این کار نمی‌دهد و تمامی آزارها را تحمل می‌کند. روزی می‌بیند که بچه یکی از همسایگان چمن‌های جلو خانه‌اش را زیرورو کرده‌است، به کلانتری شکایت می‌کند ولی همسایه او را کتک می‌زند و مأموران نیز او را به زندان برده بعد از بازجویی، به تشخیص کارشناسان به عنوان بیمار روانی به تیمارستان می‌فرستند.